# 517894 Rolfrohwedder
517894 Rolfrohwedder è un asteroide della fascia principale esterna. Scoperto nel 2014, presenta un'orbita caratterizzata da un semiasse maggiore pari a 3,135034 UA e da un'eccentricità di 0,098928, inclinata di 11,340347° rispetto all'eclittica.